# 虎鳴站
虎鳴站（：／ Homyeong yeok */?）曾为韩国铁路庆北线上的一个车站，位于庆尚北道醴泉郡虎鳴面，目前已废止。

## 历史
- 1931年10月16日，落成使用。
- 1944年10月1日，停止使用。